# Jules Chappaz
Jules Chappaz (ur. 22 maja 1999 w Annecy) – francuski biegacz narciarski, brązowy medalista mistrzostw świata, zawodnik klubu C.S la Clusaz.

## Kariera
Po raz pierwszy na arenie międzynarodowej pojawił się 5 grudnia 2015 roku, podczas zawodów "FIS" we francuskiej miejscowości w Bessans, gdzie zajął 91. miejsce na dystansie 15 km stylem klasycznym. Na mistrzostwach świata juniorów w Lahti w 2019 roku zdobył złoty medal w biegu na 10 km stylem dowolnym. Na rozgrywanych trzy lata później mistrzostwach świata młodzieżowców w Lygna zdobył srebrny medal w sztafecie mieszanej.
W Pucharze Świata zadebiutował 28 grudnia 2019 roku podczas pierwszego etapu Tour de Ski. W szwajcarskim ośrodku narciarskim Lenzerheide uplasował się na 55. miejscu w biegu na 15 km stylem dowolnym. Pierwsze pucharowe punkty wywalczył trzy dni później podczas trzeciego etapu tej imprezy, gdzie w tej samej konkurencji uplasował się na 13. miejscu. Na podium zawodów tego cyklu pierwszy raz stanął 30 grudnia 2023 roku w Toblach, kończąc sprint stylem dowolnym na drugiej pozycji. Rozdzielił tam swego rodaka Lucasa Chanavata i Bena Ogdena z USA.
Na mistrzostwach świata w Planicy w 2023 roku wywalczył brązowy medal w sprincie techniką klasyczną. Wyprzedzili go jedynie dwaj Norwegowie: Johannes Høsflot Klæbo i Pål Golberg.

## Osiągnięcia

### Mistrzostwa świata
| Miejsce | Dzień     | Rok  | Miejscowość | Konkurencja              | Czas biegu | Strata | Zwycięzca              |
| ------- | --------- | ---- | ----------- | ------------------------ | ---------- | ------ | ---------------------- |
| 3.      | 23 lutego | 2023 | Planica     | Sprint stylem klasycznym | 2:56,07    | +2,24  | Johannes Høsflot Klæbo |

### Mistrzostwa świata juniorów
| Miejsce | Dzień       | Rok  | Miejscowość | Konkurencja                            | Czas biegu | Strata  | Zwycięzca               |
| ------- | ----------- | ---- | ----------- | -------------------------------------- | ---------- | ------- | ----------------------- |
| 23.     | 30 stycznia | 2018 | Goms        | 10 km stylem klasycznym                | 24:58,8    | +1:43,0 | Jon Rolf Skamo Hope     |
| 67.     | 1 lutego    | 2018 | Goms        | 20 km bieg łączony                     | 58:45,7    | +9:53,6 | Harald Østberg Amundsen |
| 4.      | 20 stycznia | 2019 | Lahti       | Sprint stylem klasycznym               | 3:26,33    | +4,30   | Aleksandr Tierientjew   |
| 1.      | 22 stycznia | 2019 | Lahti       | 10 km stylem dowolnym                  | 22:34,9    | —       | —                       |
| 14.     | 24 stycznia | 2019 | Lahti       | 30 km stylem klasycznym (start masowy) | 1:15:16,7  | +16,3   | Luca Del Fabbro         |

### Mistrzostwa świata młodzieżowców (do lat 23)
| Miejsce | Dzień     | Rok  | Miejscowość    | Konkurencja                          | Czas biegu | Strata  | Zwycięzca               |
| ------- | --------- | ---- | -------------- | ------------------------------------ | ---------- | ------- | ----------------------- |
| DSQ     | 1 marca   | 2020 | Oberwiesenthal | Sprint stylem dowolnym               | 2:38,56    | —       | Vebjørn Hegdal          |
| 41.     | 3 marca   | 2020 | Oberwiesenthal | 15 km stylem klasycznym              | 36:26,4    | +4:01,7 | Siergiej Ardaszew       |
| DNF     | 4 marca   | 2020 | Oberwiesenthal | 30 km stylem dowolnym (start masowy) | 1:12:42,0  | —       | Harald Østberg Amundsen |
| 16.     | 24 lutego | 2022 | Lygna          | 15 km stylem klasycznym              | 40:23,0    | +58,7   | Arsi Ruuskanen          |
| 6.      | 26 lutego | 2022 | Lygna          | Sprint stylem dowolnym               | 2:14,95    | +18,67  | Valerio Grond           |
| 2.      | 27 lutego | 2022 | Lygna          | bieg sztafetowy 4×3,3 km             | 49:20,5    | +7,5    | Norwegia                |

### Puchar Świata

#### Miejsca w klasyfikacji generalnej
| Sezon     | Miejsce |
| --------- | ------- |
| 2019/2020 | 103.    |
| 2020/2021 | 112.    |
| 2021/2022 | 99.     |
| 2022/2023 | 27.     |
| 2023/2024 | 24.     |
| 2024/2025 | 26.     |

#### Miejsca na podium zawodów Pucharu Świata chronologicznie
| Nr | Dzień    | Rok  | Miejscowość | Konkurencja            | Czas biegu | Strata | Miejsce | Zwycięzca              |
| -- | -------- | ---- | ----------- | ---------------------- | ---------- | ------ | ------- | ---------------------- |
| 1. | 19 marca | 2025 | Tallin      | Sprint stylem dowolnym | 2:22,92    | +0,18  | 2.      | Johannes Høsflot Klæbo |
| 2. | 21 marca | 2025 | Lahti       | Sprint stylem dowolnym | 2:45,42    | +0,43  | 2.      | Johannes Høsflot Klæbo |

#### Miejsca na podium w etapach zawodów Pucharu Świata chronologicznie
| Nr | Dzień      | Rok  | Miejscowość | Zawody      | Konkurencja            | Czas biegu | Strata | Miejsce | Zwycięzca      |
| -- | ---------- | ---- | ----------- | ----------- | ---------------------- | ---------- | ------ | ------- | -------------- |
| 1. | 30 grudnia | 2023 | Toblach     | Tour de Ski | Sprint stylem dowolnym | 2:35,75    | +0,22  | 2.      | Lucas Chanavat |

#### Miejsca w poszczególnych zawodachPucharu Świata
stan po zakończeniu sezonu 2019/2020
| Sezon 2019/2020                                                                         |                      |                     |    |                            |                    |                       |                      |                             |                          |                         |                        |                              |                           |                              |     |                     |                                      |                                      |                            |                         |                   |                      |                           |                           |                  |                         |                        |                           |    |                       |                      |                     |        |        |        |        |        |        |        |        |        |        |        |        |        |        |        |        |        |        |        |        |        |        |        |        |        |
| Ruka 29.11 (SP C)                                                                       | Ruka 30.12 (15 km C) | Ruka 1.12 (15 km F) | RT | Lillehammer 7.12 (2×15 km) | Davos 14.12 (SP F) | Davos 15.12 (15 km F) | Planica 21.12 (SP F) | Lenzerheide 28.12 (15 km F) | Lenzerheide 29.12 (SP F) | Toblach 31.12 (15 km F) | Toblach 1.01 (15 km C) | Val di Fiemme 3.01 (15 km C) | Val di Fiemme 4.01 (SP C) | Val di Fiemme 5.01 (10 km F) | TdS | Drezno 11.01 (SP F) | Nové Město na Moravě 18.01 (15 km F) | Nové Město na Moravě 19.01 (15 km C) | Oberstdorf 25.01 (2×15 km) | Oberstdorf 26.01 (SP C) | Falun 8.02 (SP C) | Falun 9.02 (15 km F) | Östersund 15.02 (15 km F) | Östersund 16.02 (15 km C) | Åre 18.02 (SP F) | Meraker 20.02 (34 km F) | Trondheim 22.02 (SP C) | Trondheim 23.02 (30 km C) | ST | Lahti 29.02 (15 km C) | Konnerud 4.03 (SP F) | Oslo 8.03 (50 km C) | punkty | punkty | punkty | punkty | punkty | punkty | punkty | punkty | punkty | punkty | punkty | punkty | punkty | punkty | punkty | punkty | punkty | punkty | punkty | punkty | punkty | punkty | punkty | punkty | punkty |
| -                                                                                       | -                    | -                   | -  | -                          | -                  | -                     | -                    | 55                          | 39                       | 13                      | 46                     | -                            | -                         | -                            | -   | -                   | 30                                   | 43                                   | dnf                        | 43                      | -                 | -                    | -                         | -                         | -                | -                       | -                      | -                         | -  | -                     | -                    | -                   | 21     | 21     | 21     | 21     | 21     | 21     | 21     | 21     | 21     | 21     | 21     | 21     | 21     | 21     | 21     | 21     | 21     | 21     | 21     | 21     | 21     | 21     | 21     | 21     | 21     |
| Legenda                                                                                 |                      |                     |    |                            |                    |                       |                      |                             |                          |                         |                        |                              |                           |                              |     |                     |                                      |                                      |                            |                         |                   |                      |                           |                           |                  |                         |                        |                           |    |                       |                      |                     |        |        |        |        |        |        |        |        |        |        |        |        |        |        |        |        |        |        |        |        |        |        |        |        |        |
| 1 2 3 4-10 11-30 31-100 wyniki anulowane - – zawodnik nie wystartował TdS – Tour de Ski |                      |                     |    |                            |                    |                       |                      |                             |                          |                         |                        |                              |                           |                              |     |                     |                                      |                                      |                            |                         |                   |                      |                           |                           |                  |                         |                        |                           |    |                       |                      |                     |        |        |        |        |        |        |        |        |        |        |        |        |        |        |        |        |        |        |        |        |        |        |        |        |        |